# Futbol'nyj Klub Rubin Kazan' 2019-2020
Questa voce raccoglie le informazioni riguardanti il Futbol'nyj Klub Rubin Kazan' nelle competizioni ufficiali della stagione 2019-2020.

## Stagione
Nella stagione 2019-2020 il FK Rubin Kazan' ha disputato la Prem'er-Liga, massima serie del campionato russo di calcio, terminando il torneo al decimo posto.

## Maglie
| Manica sinistra · Manica sinistra · Maglietta · Maglietta · Manica destra · Manica destra · Pantaloncini · Pantaloncini · Calzettoni | Manica sinistra · Manica sinistra · Maglietta · Maglietta · Manica destra · Manica destra · Pantaloncini · Calzettoni |

## Rosa
| N. |                     | Ruolo | Calciatore                       |
| -- | ------------------- | ----- | -------------------------------- |
| 2  | Svezia (bandiera)   | D     | Carl Starfelt                    |
| 3  | Russia (bandiera)   | D     | Konstantin Pliev                 |
| 4  | Croazia (bandiera)  | D     | Silvije Begić                    |
| 5  | Croazia (bandiera)  | D     | Filip Uremović                   |
| 7  | Russia (bandiera)   | C     | Vjačeslav Podberëzkin (capitano) |
| 8  | Svizzera (bandiera) | C     | Darko Jevtić                     |
| 10 | Russia (bandiera)   | C     | Igor' Konovalov                  |
| 11 | Georgia (bandiera)  | C     | Zuriko Davitashvili              |
| 12 | Russia (bandiera)   | C     | Aleksandr Zuev                   |
| 14 | Russia (bandiera)   | D     | Vladimir Granat                  |
| 15 | Russia (bandiera)   | C     | Dmitrij Tarasov                  |
| 18 | Russia (bandiera)   | C     | Pavel Mogilevec                  |
| 19 | Russia (bandiera)   | A     | Ivan Ignat'ev                    |
| 20 | Russia (bandiera)   | A     | Evgenij Markov                   |

| N. |                      | Ruolo | Calciatore             |
| -- | -------------------- | ----- | ---------------------- |
| 21 | Georgia (bandiera)   | C     | Khvicha K'varatskhelia |
| 22 | Russia (bandiera)    | P     | Jurij Djupin           |
| 23 | Russia (bandiera)    | P     | Ivan Konovalov         |
| 25 | Russia (bandiera)    | C     | Denis Makarov          |
| 27 | Brasile (bandiera)   | D     | Pablo Santos           |
| 28 | Danimarca (bandiera) | C     | Oliver Abildgaard      |
| 33 | Ucraina (bandiera)   | D     | Oleh Dančenko          |
| 59 | Russia (bandiera)    | C     | Nikita Makarov         |
| 69 | Russia (bandiera)    | D     | Danil Stepanov         |
| 71 | Russia (bandiera)    | D     | Nikolaj Pojarkov       |
| 77 | Russia (bandiera)    | D     | Il'ja Samošnikov       |
| 87 | Russia (bandiera)    | A     | Soltmurad Bakaev       |
| 88 | Russia (bandiera)    | C     | Aleksandr Tašaev       |
| 93 | Russia (bandiera)    | P     | Aleksej Gorodovoj      |

## Risultati

### Prem'er-Liga
| Mosca 15 luglio 2019 1ª giornata | Lokomotiv Mosca | 1 – 1 referto | Rubin | RŽD Arena |

| Mosca 21 luglio 2019 2ª giornata | Dinamo Mosca | 0 – 1 referto | Rubin | Otkrytie Arena |

| Kazan' 29 luglio 2019 3ª giornata | Rubin | 1 – 0 referto | Achmat Groznyj | Stadio Centrale |

| Kazan' 4 agosto 2019 4ª giornata | Rubin | 0 – 1 referto | CSKA Mosca | Stadio Centrale |

| Krasnodar 10 agosto 2019 5ª giornata | Krasnodar | 1 – 0 referto | Rubin | Stadio FK Krasnodar |

| Kazan' 18 agosto 2019 6ª giornata | Rubin | 1 – 0 referto | Arsenal Tula | Stadio Centrale |

| Rostov sul Don 25 agosto 2019 7ª giornata | Rostov | 2 – 1 referto | Rubin | Rostov Arena |

| Kazan' 31 agosto 2019 8ª giornata | Rubin | 0 – 3 referto | Soči | Stadio Centrale |

| Orenburg 15 settembre 2019 9ª giornata | Orenburg | 2 – 1 referto | Rubin | Stadio Gazovik |

| San Pietroburgo 21 settembre 2019 10ª giornata | Zenit San Pietroburgo | 5 – 0 referto | Rubin | Stadio San Pietroburgo |

| Kazan' 29 settembre 2019 11ª giornata | Rubin | 0 – 0 referto | Ufa | Stadio Centrale |

| Kazan' 5 ottobre 2019 12ª giornata | Rubin | 2 – 1 referto | Tambov | Stadio Centrale |

| Mosca 19 ottobre 2019 13ª giornata | Spartak Mosca | 0 – 0 referto | Rubin | Otkrytie Arena |

| Kazan' 25 ottobre 2019 14ª giornata | Rubin | 0 – 0 referto | Ural | Stadio Centrale |

| Samara 4 novembre 2019 15ª giornata | Kryl'ja Sovetov Samara | 0 – 0 referto | Rubin | Samara Arena |

| Kazan' 9 novembre 2019 16ª giornata | Rubin | 0 – 1 referto | Dinamo Mosca | Stadio Centrale |

| Kazan' 23 novembre 2019 17ª giornata | Rubin | 1 – 2 referto | Zenit San Pietroburgo | Stadio Centrale |

| Groznyj 30 novembre 2019 18ª giornata | Achmat Groznyj | 1 – 1 referto | Rubin | Stadion imeni Achmat-Chadži Kadyrova |

| Soči 8 dicembre 2019 19ª giornata | Soči | 1 – 1 referto | Rubin | Stadio olimpico Fišt |

| Nižnij Novgorod 1º marzo 2020 20ª giornata | Tambov | 0 – 0 referto | Rubin | Stadio Nižnij Novgorod |

| Kazan' 8 marzo 2020 21ª giornata | Rubin | 0 – 1 referto | Kryl'ja Sovetov Samara | Stadio Centrale |

| Tula 14 marzo 2020 22ª giornata | Arsenal Tula | 0 – 1 referto | Rubin | Stadio Arsenal |

| Ekaterinburg 20 giugno 2020 23ª giornata | Ural | 1 – 2 referto | Rubin | Stadio Centrale |

| Kazan' 27 giugno 2020 24ª giornata | Rubin | 0 – 2 referto | Lokomotiv Mosca | Kazan Arena |

| Ufa 1º luglio 2020 25ª giornata | Ufa | 0 – 0 referto | Rubin | Stadio Neftjanik |

| Kazan' 5 luglio 2020 26ª giornata | Rubin | 1 – 0 referto | Orenburg | Kazan Arena |

| Kazan' 9 luglio 2020 27ª giornata | Rubin | 1 – 0 referto | Krasnodar | Kazan Arena |

| Mosca 12 luglio 2020 28ª giornata | CSKA Mosca | 1 – 1 referto | Rubin | Arena CSKA |

| Kazan' 16 luglio 2020 29ª giornata | Rubin | 0 – 0 referto | Rostov | Kazan Arena |

| Kazan' 22 luglio 2020 30ª giornata | Rubin | 1 – 2 referto | Spartak Mosca | Kazan Arena |

### Coppa di Russia
| Chimki 25 settembre 2019 Sedicesimi di finale | Chimki | 3 – 0 referto | Rubin | Arena Chimki |